# Yamhill (település)
Yamhill (korábban North Yamhill) az Amerikai Egyesült Államok északnyugati részén, Oregon állam Yamhill megyéjében elhelyezkedő város. A 2020. évi népszámlálási adatok alapján 1147 lakosa van.
Városi rangot 1891. február 20-án kapott.
John Marion Bunn és Lee Laughlin lakóháza szerepelnek a történelmi helyek jegyzékében. Percy L. Menefee Pietro Belluschi által tervezett háza több nemzeti díjat is elnyert.

## Éghajlat
A város éghajlata mediterrán (a Köppen-skála szerint Csb).

## Oktatás
A város iskoláinak fenntartója a Yamhill Carlton Tankerület.

## Nevezetes személyek
- Beverly Cleary, író[11]
- Elette Boyle, kriptográfiai szakértő[12]
- Nicholas Kristof, újságíró[13]
- Thurston Daniels, Washington állam harmadik kormányzóhelyettese[14]

## Fordítás
- Ez a szócikk részben vagy egészben  a   Yamhill, Oregon című angol Wikipédia-szócikk ezen változatának fordításán alapul.  Az eredeti cikk szerkesztőit annak laptörténete sorolja fel. Ez a jelzés csupán a megfogalmazás eredetét és a szerzői jogokat jelzi, nem szolgál a cikkben szereplő információk forrásmegjelöléseként.